# Оржевские
Оржевские — дворянский род.
Происходит из духовного звания и получили фамилию от села Оржевки Кирсановского уезда Тамбовской губернии.
Василий Владимирович Оржевский (1797—1867) был директором департамента полиции исполнительной. 13 Апреля 1834 года произведен в статские советники, 7 Февраля 1836 года пожалован ему диплом на потомственное дворянское достоинство. Из сыновей его Пётр Васильевич (1839—1897) был с 1882 по 1887 г. товарищем министра внутренних дел и командиром корпуса жандармов, затем сенатором, виленским, ковенским и гродненским генерал-губернатором (1893—97), а Владимир Васильевич (1838—1896) командовал 9-й пехотной дивизией.

## Описание герба
Щит полурассечен-пересечен. В первой, лазоревой части, серебряная перевязь, обремененная тремя черными о шести лучах звездами. Во второй, червленой части, серебряный опрокинутый ключ. В третьей золотой части, чёрное орлиное крыло, на котором положен лазоревый меч, в перевязь.
Щит увенчан дворянскими шлемом и короною. Нашлемник: чёрное орлиное крыло, обремененное серебряною о шести лучах звездою. Намёт: справа — лазоревый, с серебром, слева червленый с серебром. Герб Оржевского внесён в Часть 11 Общего гербовника дворянских родов Всероссийской империи, стр. 84.